# Campo Novo
Campo Novo is een gemeente in de Braziliaanse deelstaat Rio Grande do Sul. De gemeente telt 5.419 inwoners (schatting 2009).

## Verkeer en vervoer
De plaats ligt aan de weg RS-518. Deze weg verbindt de plaats met de vier kilometer westelijker gelegen BR-468.
Bij de plaats ligt Luchthaven Campo Novo.